# Burgstall Holzhausen
Der Burgstall Holzhausen ist eine abgegangene hochmittelalterliche Höhenburg auf 463 m ü. NHN im „Murnholz“ etwa 500 Meter südwestlich der Kapelle in Holzhausen, einem Ortsteil der Gemeinde Griesstätt im Landkreis Rosenheim in Bayern. Die Anlage wird als Bodendenkmal unter der Aktennummer D-1-8039-0050 im Bayernatlas als „Burgstall des hohen Mittelalters“ geführt. 
Von der ehemaligen Burganlage sind keine geschichtlichen Daten überliefert und keine Reste erhalten.